# ۱۰۵ (قمری)
۱۰۵ (قمری)، صد و پنجمین سال در گاهشماری هجری قمری است. اول محرم این سال برابر با چهاردهم ژوئن سال ۷۲۳ میلادی است.